# Élections législatives de 1981 dans la Mayenne
Les élections législatives françaises de 1981 dans la Mayenne se déroulent le 14 juin 1981.

## Élus
| Circonscription | Député sortant                                     | Parti | Parti    | Député élu ou réélu | Parti | Parti    |
| --------------- | -------------------------------------------------- | ----- | -------- | ------------------- | ----- | -------- |
| 1re             | François d'Aubert                                  |       | UDF (PR) | François d'Aubert   |       | UDF (PR) |
| 2e              | Henri de Gastines                                  |       | RPR      | Henri de Gastines   |       | RPR      |
| 3e              | Roger Lestas suppléant de René Boullier de Branche |       | UDF (PR) | Roger Lestas        |       | UDF (PR) |

## Positionnement des partis
Le Parti socialiste et le Parti communiste français, sous l'appellation « majorité d'union de la gauche », se présentent dans les trois circonscriptions mayennaises. Les socialistes investissent André Pinçon, maire et président du district urbain de Laval, Rémi Gelot, maire du Buret et Claude Leblanc, premier édile de Mayenne, tandis que les communistes soutiennent Jacques Poirier, Guy Coignard et Jeanine Marsollier. Quant au Mouvement des radicaux de gauche, il présente Jean-François Pasquin	dans la circonscription de Laval (1re).
Du côté de l'Union pour la nouvelle majorité (UNM), alliance électorale regroupant les partis membres de la majorité sortante de droite, elle soutient les députés sortants François d'Aubert (Laval, 1re), Henri de Gastines (Château-Gontier, 2e) et Roger Lestas (Mayenne, 3e), qui a succédé à René Boullier de Branche et dont il était le suppléant depuis 1978. On compte par ailleurs un candidat divers droite, Jean Audras, dans la 3e circonscription.
Enfin, sous l'étiquette « Alternative 81 », le Parti socialiste unifié est représenté par André Letort à Laval alors que les Comités communistes pour l'autogestion (CCA) sont présents dans l'ensemble des circonscriptions avec, dans l'ordre, Maryvonne Alexandre, Bernard Hulin et Eugène Bégoc.

## Résultats

### Analyse
Malgré une poussée socialiste dans les circonscriptions de Laval (+3,7 points par rapport à 1978) et Mayenne (+10,4), tous les députés sortants de droite sont réélus. On assiste par ailleurs à un recul du Parti communiste qui perd entre 1 et 4 points.

### Résultats à l'échelle du département
|                | Union pour la démocratie française | 52 104  | 37,93  | 2 |  |  |
|                | Rassemblement pour la République   | 28 935  | 21,06  | 1 |  |  |
|                | Divers droite                      | 2 260   | 1,64   | 0 |  |  |
|                | Union pour la nouvelle majorité    | 83 299  | 60,64  | 3 |  |  |
|                |                                    |         |        |   |  |  |
|                | Parti socialiste                   | 47 780  | 34,78  | 0 |  |  |
|                | Parti communiste français          | 5 529   | 4,02   | 0 |  |  |
|                | Mouvement des radicaux de gauche   | 2       | 0,00   | 0 |  |  |
|                | Majorité présidentielle            | 53 309  | 38,80  | 0 |  |  |
|                |                                    |         |        |   |  |  |
|                | Parti socialiste unifié            | 757     | 0,55   | 0 |  |  |
|                | Extrême gauche                     | 2       | 0,00   | 0 |  |  |
|                |                                    |         |        |   |  |  |
| Inscrits       | Inscrits                           | 188 310 | 100,00 | 3 |  |  |
| Abstentions    | Abstentions                        | 48 134  | 25,56  |   |  |  |
| Votants        | Votants                            | 140 176 | 74,44  |   |  |  |
| Blancs et nuls | Blancs et nuls                     | 2 807   | 2      |   |  |  |
| Exprimés       | Exprimés                           | 137 369 | 98     |   |  |  |

### Résultats par circonscription

#### Première circonscription (Laval)
|                | François d'Aubert sortant réélu | UDF (PR)       | 28 547 | 51,89  |  |  |  |
|                | André Pinçon                    | PS             | 23 448 | 42,62  |  |  |  |
|                | Jacques Poirier                 | PCF            | 2 258  | 4,10   |  |  |  |
|                | André Letort                    | PSU            | 757    | 1,37   |  |  |  |
|                | Jean-François Pasquin           | MRG            | 2      | 0,00   |  |  |  |
|                | Maryvonne Alexandre             | CCA            | 1      | 0,00   |  |  |  |
|                |                                 |                |        |        |  |  |  |
| Inscrits       | Inscrits                        | Inscrits       | 76 870 | 100,00 |  |  |  |
| Abstentions    | Abstentions                     | Abstentions    | 20 831 | 27,1   |  |  |  |
| Votants        | Votants                         | Votants        | 56 039 | 72,9   |  |  |  |
| Blancs et nuls | Blancs et nuls                  | Blancs et nuls | 1 026  | 1,83   |  |  |  |
| Exprimés       | Exprimés                        | Exprimés       | 55 013 | 98,17  |  |  |  |

#### Deuxième circonscription (Château-Gontier)
|                | Henri de Gastines sortant réélu | RPR (UNM)      | 28 935 | 69,55  |  |  |  |
|                | Rémi Gelot                      | PS             | 10 538 | 25,33  |  |  |  |
|                | Guy Coignard                    | PCF            | 2 127  | 5,11   |  |  |  |
|                | Bernard Hulin                   | CCA            | 0      | 0,00   |  |  |  |
|                |                                 |                |        |        |  |  |  |
| Inscrits       | Inscrits                        | Inscrits       | 57 168 | 100,00 |  |  |  |
| Abstentions    | Abstentions                     | Abstentions    | 14 736 | 25,78  |  |  |  |
| Votants        | Votants                         | Votants        | 42 432 | 74,22  |  |  |  |
| Blancs et nuls | Blancs et nuls                  | Blancs et nuls | 832    | 1,96   |  |  |  |
| Exprimés       | Exprimés                        | Exprimés       | 41 600 | 98,04  |  |  |  |

#### Troisième circonscription (Mayenne)
|                | Roger Lestas sortant réélu | UDF (PR)       | 23 557 | 57,80  |  |  |  |
|                | Claude Leblanc             | PS             | 13 794 | 33,84  |  |  |  |
|                | Jean Audras                | Divers droite  | 2 260  | 5,54   |  |  |  |
|                | Jeanine Marsollier         | PCF            | 1 144  | 2,81   |  |  |  |
|                | Eugène Bégoc               | CCA            | 1      | 0,00   |  |  |  |
|                |                            |                |        |        |  |  |  |
| Inscrits       | Inscrits                   | Inscrits       | 54 272 | 100,00 |  |  |  |
| Abstentions    | Abstentions                | Abstentions    | 12 567 | 23,16  |  |  |  |
| Votants        | Votants                    | Votants        | 41 705 | 76,84  |  |  |  |
| Blancs et nuls | Blancs et nuls             | Blancs et nuls | 949    | 2,28   |  |  |  |
| Exprimés       | Exprimés                   | Exprimés       | 40 756 | 97,72  |  |  |  |

## Rappel des résultats départementaux des élections de 1978

### Élus en 1978
| Circ.            | Élu(e) | Élu(e) | Élu(e)                   | Élu(e)     | Élu(e)     | Battu(e) (seconde place) | Battu(e) (seconde place) | Battu(e) (seconde place) | Battu(e) (seconde place) | Battu(e) (seconde place) |
| Circ.            | Parti  | Parti  | Nom                      | % Exprimés | % Exprimés | Parti                    | Parti                    | Nom                      | % Exprimés               | % Exprimés               |
| Circ.            | Parti  | Parti  | Nom                      | 1er tour   | 2e tour    | Parti                    | Parti                    | Nom                      | 1er tour                 | 2e tour                  |
| ---------------- | ------ | ------ | ------------------------ | ---------- | ---------- | ------------------------ | ------------------------ | ------------------------ | ------------------------ | ------------------------ |
| 1re              |        | UDF-PR | François d'Aubert        | 45,02      | 57,29      |                          | PS                       | André Pinçon             | 33,38                    | 42,71                    |
| 2e               |        | RPR    | Henri de Gastines *      | 68,64      |            |                          | PS                       | François Morin           | 21,78                    |                          |
| 3e               |        | UDF-PR | René Boullier de Branche | 61,81      |            |                          | PS                       | Claude Leblanc           | 27,68                    |                          |
| * Député sortant |        |        |                          |            |            |                          |                          |                          |                          |                          |